# Еба Јунгмарк
Еба Ана Јунгмарк (швед. Ebba Anna Jungmark; Онсала 10. март 1987) је шведска атлетичарка специјалиста за скок увис.
Еба Јунгмарк је студент у САД. Члан је клуба АИК Молндал. Тренер јој је Андерс Риден.
Први међународни успех постигла је на Европском олимпијском фестивалу младих у Паризу 2003, где је била седма. Две године касније на Европском јуниорском првенству у атлетици у литванском Каунасу заузела је 12 место. Следеће године на Светском првенству за јуниоре у Пекингу била је пета прескочивши 1,84 метра. Највећи успех у тој конкуренцији постигла је на Европском првенству до 23 год у Дебрецину 2007. освајањем бронзане медаље 1,89 иза Рускиње Светлане Школине и Гркиње .
Исте године такође учествује на Светском првенству у Осаки, без пласмана у финале. У 2009. на Европском првенству до 23 године у Каунасу је пета. На ЕП 2010. у Барселони, није прошла квалификације од 1,92 метра.
Највећи успех у досадашњој каријери постигла је освајањем бронзане медаље на Европском првенству у дворани 2011, у Паризу када је скоком од 1,96 поставила и свој апсолутни лични рекорд.
Следеће године на Светском дворанском првенству у Истанбулу постиже још значајнији успех поделивши друго место са Аном Чичеровом и Антонијетом ди Мартино са скоком 1,95.